# Торвискоза
Торвискоза (итал. Torviscosa) је насеље у Италији у округу Удине, региону Фурланија-Јулијска крајина.
Према процени из 2011. у насељу је живело 1886 становника. Насеље се налази на надморској висини од 3 м.

## Становништво
Према резултатима пописа становништва 2011. у општини је живело 2.969 становника.
| 1936. | 1951. | 1961. | 1971. | 1981. | 1991. | 2001. | 2011. |
| ----- | ----- | ----- | ----- | ----- | ----- | ----- | ----- |
| 2.157 | 4.027 | 3.690 | 3.912 | 3.683 | 3.402 | 3.230 | 2.969 |

## Партнерски градови
- Шан сир Драк